# نسبت نقدینگی
نسبت نقدینگی، (به انگلیسی: Liquidity Ratio) از نسبت‌های مالی است، که از تقسیم پول نقد و معادل‌های نقدی و اوراق بهاداری که به‌راحتی قابل تبدیل به نقد می‌باشند، بر بدهی‌های جاری، به‌دست می‌آید. این نسبت آزمون نقدینگی شرکت است؛ برای محاسبه آن کل وجوه نقد و اوراق بهادار قابل‌ خرید و فروش در بازار را، جمع می‌کنند و آن را بر کل بدهی‌های جاری تقسیم می‌کنند.
با نسبت‌های نقدینگی می‌توان بررسی کرد که آیا یک شرکت می‌تواند به تعهدات مالی کوتاه مدت خود پاسخ دهد یا خیر، نسبت‌های نقدینگی، توانایی واحد تجاری را در انجام تعهدات کوتاه مدت، اندازه‌گیری می‌کند.